# Sabayon Linux
Sabayon Linux (ранее известный как RR4 и RR64) — дистрибутив Linux, основанный на Gentoo и полностью с ним совместимый.
Дистрибутив был создан итальянским разработчиком Fabio Erculiani и командой разработчиков Sabayon. В настоящий момент дистрибутив не разрабатывается и не обновляется. Домен, на котором он располагался, видимо, выкуплен.

## История создания
Своё имя дистрибутив Sabayon получил по названию традиционного итальянского десерта, взбитого из яичного желтка, сахара и вина.

## Ядро
Sabayon Linux отличается от Gentoo тем, что вместо установки всей системы из исходных кодов, начальная установка производится с помощью пакетов, которые лежат уже в собранном виде и поставляются вместе с исходными кодами. Начиная с версии 14.12, Sabayon Linux поддерживает только платформу x86_64.
Sabayon Linux использует систему управления пакетами Entropy. Эта система предоставляет управление бинарными пакетами, созданных из нестабильного дерева Gentoo Linux, составленного с использованием системы Portage, в результате чего упаковываются в архив пакетов. Клиенты использующие Entropy скачивает архивы и выполняет пред-/пост- компиляцию через вызов ebuild для создания, установки и настройки пакета правильно. Это означает, что система 100 % совместима с бинарной системой Gentoo с использованием тех же настроек конфигурации. Sabayon использует те же основные компоненты, как и Gentoo, в том числе OpenRC и baselayout2. Все инструменты конфигурирования Gentoo, как например etc-update и eselect являются полностью функциональными. Кроме того, Sabayon включает в себя и свои собственные инструменты конфигурации для автоматической настройки различных компонентов системы, таких как OpenGL.
Кроме того Sabayon можно использовать с системой Portage от Gentoo для управления пакетами, а это означает, что все обновления и базы характеристик синхронизируются с неустойчивым деревом портежей Gentoo и оверлеем в Sabayon. Тем не менее «обновления мира» не приветствуются для начинающих и новичков, так как структура немного отличается и работа с нестабильной веткой может вызвать проблемы для новых пользователей. На официальном сайте командой разработчиков Sabayon создано руководство с подробным описанием того, как делать глобальные обновления и перекомпиляцию всех пакетов.

## Особенности
- Имеет собственную систему управления пакетами Entropy, полностью совместимую с классической Portage[4].

## Релизы
| Версия               | Дата выхода   | Архитектуры                         | Подробности |
| -------------------- | ------------- | ----------------------------------- | --- |
| Sabayon Linux 4.0-r1 | декабрь 2008  | x86 / x86_64                        | - |
| Sabayon Linux 4.0    | декабрь 2008  | x86 / x86_64                        | KDE 3.5.10 |
| Sabayon Linux 4.0    | январь 2009   | x86 / x86_64                        | "LiteMCE" |
| Sabayon Linux 4.1    | апрель 2009   | x86 / x86_64                        | KDE 4.2, GNOME 2.24 |
| Sabayon Linux 4.2    | июнь 2009     | x86 / x86_64                        | KDE 4.2.4, GNOME 2.24 |
| Sabayon Linux 5.0    | октябрь 2009  | x86 / x86_64                        | KDE 4.3.1, GNOME 2.26 |
| Sabayon Linux 5.1-r1 | декабрь 2009  | x86 / x86_64                        | - |
| Sabayon Linux 5.2    | март 2010     | x86 / x86_64                        | KDE 4.4.1, GNOME 2.28 |
| Sabayon Linux 5.3    | июнь 2010     | x86 / x86_64                        | KDE 4.4.3, GNOME 2.28 (возможность обновится до версии GNOME 2.30) |
| Sabayon Linux 5.4    | сентябрь 2010 | x86 / x86_64                        | KDE 4.4.3, GNOME 2.30.2 |
| Sabayon Linux 5.5    | январь 2011   | x86 / x86_64                        | KDE 4.5.5, GNOME 2.32, (KDE можно обновить до 4.6, а пользователи GNOME могут активировать шелл от GNOME 3.0)                                                                                       |
| Sabayon Linux 6.0    | июнь 2011     | x86 / x86_64                        | - |
| Sabayon Linux 7.0    | октябрь 2011  | x86 / x86_64                        | KDE 4.7, GNOME 3.2 |
| Sabayon Linux 8.0    | февраль 2012  | x86 / x86_64                        | KDE 4.7.4, GNOME 3.2.2, Xfce 4.8 |
| Sabayon Linux 9.0    | июнь 2012     | x86 / x86_64                        | Linux 3.4, GNOME 3.2.3, KDE 4.8.3, Xfce 4.10, LibreOffice 3.5.3 |
| Sabayon Linux 10.0   | сентябрь 2012 | x86 / x86_64                        | Linux 3.5, GNOME 3.4.2, KDE 4.9, Xfce 4.10, MATE 1.4, LibreOffice 3.6 |
| Sabayon Linux 11     | февраль 2013  | x86 / x86_64                        | Linux 3.7.4, GNOME 3.6.2, KDE 4.9.5, Xfce 4.10, MATE 1.4, LibreOffice 3.6.3.2 |
| Sabayon Linux 13.04  | апрель 2013   | x86 / x86_64                        | Linux 3.8.8 (с возможностью обновления до 3.9), GNOME 3.6.3, KDE 4.10.2, Xfce 4.10, MATE 1.6, LibreOffice 4.0, поддержка UEFI (с SecureBoot) и экспериментальная поддержка systemd                  |
| Sabayon Linux 13.08  | август 2013   | x86 / x86_64                        | Linux 3.10.4 (с поддержкой файловых систем ZFS и Reiser4, планировщиками BFS и BFQ), GNOME 3.8.4, KDE 4.10.5, Xfce 4.10, MATE 1.6.2, LibreOffice 4.1, переход на использование systemd по умолчанию |
| Sabayon Linux 14.01  | декабрь 2013  | x86 / x86_64                        | Linux 3.12.5 (с поддержкой файловых систем ZFS и Reiser4, планировщиками BFS и BFQ), GNOME 3.10.3, KDE 4.11.4, Xfce 4.10, LibreOffice 4.1.3, установка клиента Steam по умолчанию                   |
| Sabayon Linux 16.11  | ноябрь 2016   | x86 / x86_64/Odroid X2/U2/U3/C2 ARM | Linux 4.8 |

- Группа разработчиков Sabayon выпускают дистрибутивы Sabayon SpinBase, ранее известный как Sabayon CoreCd, и Sabayon CoreCdХ, которые ориентированы на опытных пользователей. Использование CoreCdX даёт возможность установить минимальную операционную систему по количеству включенных в неё пакетов. Основные графические среды уже включены (X.Org и Fluxbox), тем не менее проприетарные драйвера от ATI и Nvidia не были включены в версию CoreCdX.
- С появлением фирменного инструмента dev-util/molecule стало возможным собрать свой ISO образ, благодаря которому появились ежедневные сборки Sabayon Daily, практически ничем не отличается от релизовых сборок, кроме наличия свежих обновлений и устранения ошибок. Так же Daily можно установить и с комфортом пользоваться. Дистрибутив ориентирован в основном на тестирование.

## Мнения
Мнение на Sabayon Linux написал блог Tux Machines в 2005 году, Dedoimedo в 2008 году, Linux.com про Sabayon Linux 3.4, LWN.net про Sabayon 4.0, DistroWatch Weekly в 2009 году, и LinuxBSDos.